# Аффинная логика
Аффинная логика — субструктурная логика, теория доказательств которой исключает структурное правило контракции. Кроме того, данная логика может быть охарактеризована как линейная логика с ослаблением.
Название «аффинная логика» ассоциируется с линейной логикой, от которой она отличается тем, что допускает правило ослабления. Жан-Ив Жирар предложил это название в рамках семантики геометрии взаимодействия линейной логики, которая характеризует линейную логику в терминах линейной алгебры. При этом подразумеваются аффинные преобразования в векторных пространствах.
Аффинная логика появилась раньше линейной логики. В.Н. Гришин использовал эту логику в 1974 году, заметив, что парадокс Рассела невозможно вывести в теории множеств, без контракции, даже с аксиомой неограниченного понимания (unbounded comprehension axiom). Аналогичным образом данная логика составила основу разрешимого подраздела теории логики первого порядка, названной «прямой логикой» (Кетонен и Вехраух, 1984; Кетонен и Беллин, 1989).
Аффинная логика может быть включена в линейную логику путём переписывания аффинной стрелки {\displaystyle A\rightarrow B} в линейную стрелку {\displaystyle A\multimap B\otimes \top }.
Если полная линейная логика (т.е. пропозициональная линейная логика с мультипликаторами, аддитивами и экспонентами) является неразрешимой, то полная аффинная логика разрешима.
Аффинная логика составляет основу лудики, анализа принципов.